# Roman, Eure
Roman là một xã thuộc tỉnh Eure trong vùng Normandie miền bắc nước Pháp.